# Koffi Dan Kowa
Koffi Dan Kowa (Accra, 19 settembre 1989) è un ex calciatore ghanese naturalizzato nigerino, di ruolo centrocampista.

## Carriera

### Club
La sua carriera da calciatore inizia nel 2004 quando viene acquistato dal Sahel Sporting Club per militare nelle varie divisioni giovanili del club. Dopo sei anni trascorsi con la maglia giallo-nera viene acquistato dall'Esperance Sportive de Zarzis dove debutta il 5 novembre 2011 nel match disputato contro il Gabès; lascia la squadra nel 2013, dopo un totale di 54 presenze e 4 reti nel campionato tunisino. Dal 2013 gioca nel Bidvest Wits, squadra della massima serie sudafricana.

### Nazionale
Dal 2008 milita nella Nazionale di calcio del Niger e nel 2012 ha preso parte, insieme ai compagni di squadra, alla 28ª edizione della Coppa d'Africa. Prende parte anche alla successiva edizione della Coppa d'Africa, tenutasi in Sudafrica; fa il suo esordio nella competizione il 20 gennaio 2013 nella partita persa 1-0 contro il Mali.

## Palmarès

### Club

#### Competizioni nazionali
- Niger Premier League: 2

Sahel S.C.: 2007, 2009